# Limba muntenegreană
Limba muntenegreană (crnogorski jezik, црногорски језик) este o limbă indo-europeană din ramura limbilor slave, grupul limbilor slave de sud, subgrupul occidental al acestora, vorbită de muntenegreni. Din punctul de vedere al sociolingvisticii, este în același timp una din variantele limbii abstand comune sârbilor, croaților, bosniacilor și muntenegrenilor, denumită tradițional prin termenul „limba sârbocroată”, și o limbă ausbau cu propriul său standard. Este limbă oficială în Muntenegru.

## Vorbitori și statut
Localități cu peste 50% vorbitori de muntenegreană
     Localități cu sub 50% vorbitori de muntenegreană
     Localități cu peste 50% vorbitori de sârbă

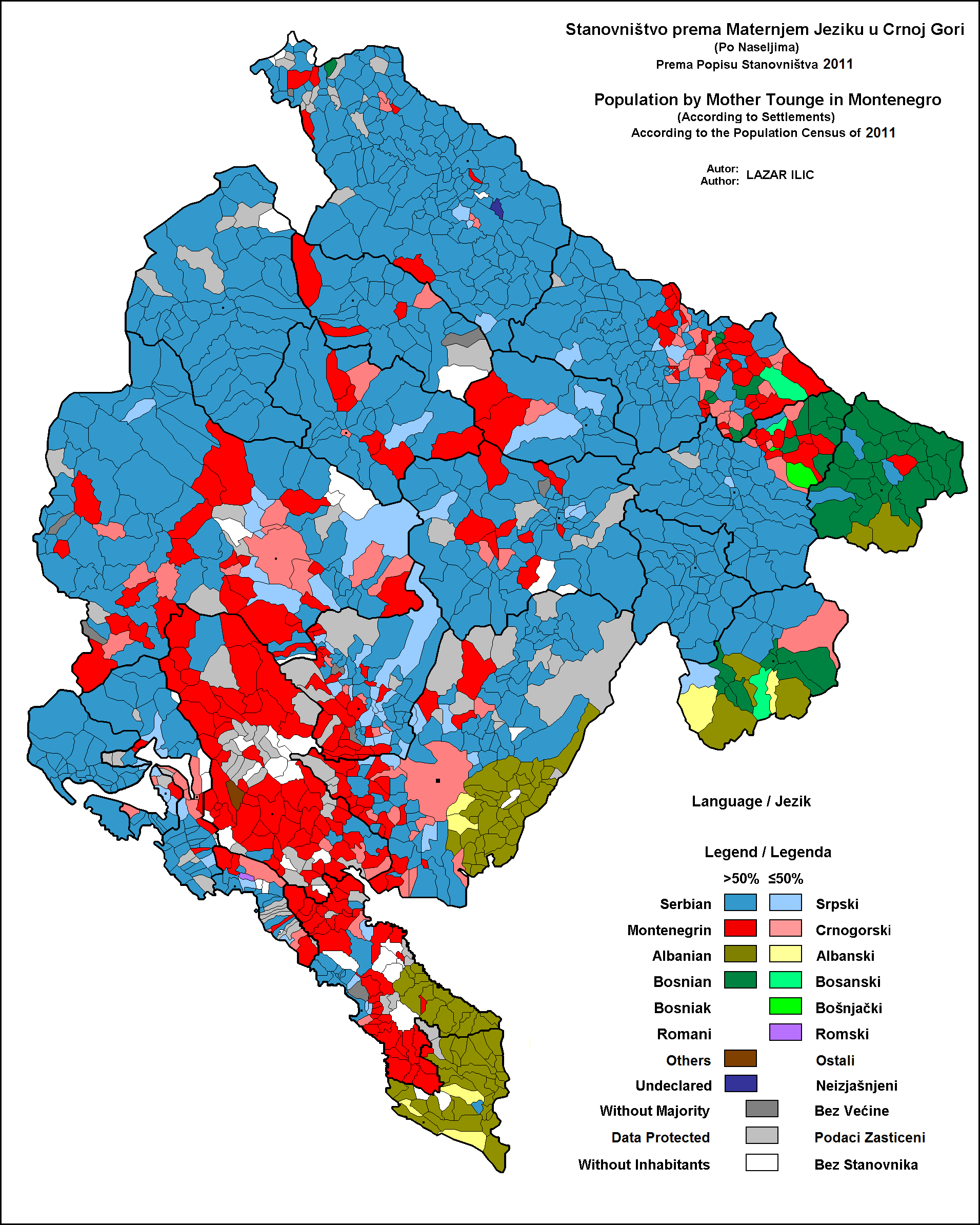
Distribuția populației Muntenegrului după limba maternă, pe localități, în 2011.
Localități cu peste 50% vorbitori de muntenegreană
Localități cu sub 50% vorbitori de muntenegreană
Localități cu peste 50% vorbitori de sârbă

La recensământul populației din 2011, din totalul de 620.029 de locuitori s-au declarat de naționalitate muntenegreană 278.865 de persoane, adică 44,98% din populație, 178.110 (28,73%) declarându-se sârbi. În ceea ce privește limba, 265.895 au declarat că limba lor maternă este sârba, și 229.251 că aceasta este muntenegreana. Prin urmare, 42,88% din locuitorii Muntenegrului considerau că vorbesc sârbește, iar 36,97% că vorbesc muntenegreana.
Mai există date despre muntenegrenii din următoarele țări:
| Țară     | Număr de persoane | Statutul persoanelor           |
| -------- | ----------------- | ------------------------------ |
| Serbia   | 38.527            | de naționalitate muntenegreană |
| Serbia   | 2.519             | cu limba maternă muntenegreană |
| Croația  | 4.517             | de naționalitate muntenegreană |
| Croația  | 876               | cu limba maternă muntenegreană |
| Slovenia | 2.667             | de naționalitate muntenegreană |
| Albania  | 366               | de naționalitate muntenegreană |

Numărul total al persoanelor care au declarat la recensămintele din diferite țări muntenegreana ca limbă maternă este de 232.646.
Muntenegreana este limbă oficială numai în Muntenegru, limbile minorităților naționale (sârba, bosniaca, albaneza și croata) fiind și ele de folosință oficială.

## Polemica în jurul ideii de limbă muntenegreană
Controversa creată în jurul limbii muntenegrene a apărut odată cu tendințele de separare a Muntenegrului de Iugoslavia, iar mai apoi de Serbia. Adepții ideii de limbă muntenegreană sunt totodată adepții independenței Muntenegrului. Intelectualii din Centrul PEN muntenegrean, protestând împotriva constituției Republicii Muntenegru din 1992, care prevedea că limba oficială a republicii este sârba, aduc ca argument principal dreptul fiecărei națiuni de a-și avea limba proprie, sprijinindu-se pe exemplele limbilor croată și bosniacă. Ei nu neagă apartenența limbii muntenegrene la același diasistem slav de centru-sud ca și celelalte trei limbi din acesta, dar cer ca limba lor să se numească oficial muntenegreană.
Principalul susținător al ideii de limbă muntenegreană a fost profesorul Vojislav P. Nikčević, de la Universitatea din Nikšić, care a dezvoltat această idee încă din 1968, fiind autorul primelor lucrări normative pentru această limbă (vezi mai jos Oficializarea limbii muntenegrene). Adepți ai acestuia sunt Vuk Minić, Sreten Zeković, Jevrem Brković, Rajko Cerović etc.
Ei aduc ca argumente și atestările mai vechi ale termenului „limbă muntenegreană”.
- Prima atestare datează din 1837, fiind notată de Vuk Stefanović Karadžić care, de altfel, nu accepta decât ideea unei limbi sârbe unitare. Acesta pomenește despre un colonel francez care a vizitat Muntenegrul în 1813, și care credea că limba muntenegreană este un dialect grecesc[14].

- În 1857, scriitorul sârb Ljubomir Nenadović notează în legătură cu o vizită a sa în Muntenegru: „În toate școlile limba este muntenegreana, în mare parte deosebită de limba aceea recunoscută și frumoasă în care este tradusă Biblia[15]. Dacă muntenegrenii continuă cu școlile lor ca până acum, atunci peste o sută de ani între cele două limbi va fi o deosebire mai mare decât între portugheză și spaniolă.”[16]

- Denumirea „limba muntenegreană” mai apare și la alt scriitor sârb, Simo Matavulj. Acesta îl citează pe un muntenegrean care spune că nici cei mai buni actori sârbi nu știu să vorbească po naški „pe limba noastră”, čisto crnogorski „curat în muntenegreană”[17].

- Elena, prințesă muntenegreană devenită în 1896 regină a Italiei, la sfârșitul unei întrevederi cu ministrul sârb Janjić, care îi face complimente pentru felul în care vorbește limba sârbă, îi replică acestuia că vorbește limba muntenegreană[18].

- Și Encyclopædia Britannica din 1911 scrie despre limba muntenegreană, precizând imediat că e practic identică cu sârbocroata[19].

Adversarii ideii de limbă muntenegreană sunt totodată adepții uniunii statale cu Serbia, de exemplu lingviștii Mihajlo Sćepanović, Branislav Brborić, Slobodan Remetić, Drago Ćupić și Mato Pižurica. Ei consideră că muntenegrenii vorbesc limba sârbă și aduc ca argument principal faptul că nu există diferențe semnificative între limba vorbită în Muntenegru și cea vorbită în Serbia.
Alt argument este că în general muntenegrenii s-au considerat în decursul istoriei sârbi, deși Muntenegrul a fost multă vreme independent de Serbia. Într-adevăr, Muntenegrul a reușit să-și asigure autonomia în cadrul Imperiului Otoman, ba chiar a devenit practic independent la sfârșitul secolului al XVII-lea, în timp ce Serbia era ocupată efectiv. Independența celor două țări a fost recunoscută de Congresul de Pace de la Berlin în 1878, iar Muntenegrul a rămas independent până în 1918, când a devenit parte a Regatului Sârbilor, Croaților și Slovenilor, viitoarea Iugoslavie. Că în general muntenegrenii se considerau sârbi reiese și din legea muntenegreană a învățământului din 1911, conform căreia era obligatoriu învățământul primar în școli sârbești de stat sau private, și printre materiile principale era istoria sârbilor și limba sârbă.
În general, lingviștii din afara spațiului ex-iugoslav, neimplicați emoțional în problemă, fac o distincție netă între punctul de vedere sociolingvistic și cel lingvistic propriu-zis. De exemplu, Paul-Louis Thomas, profesor la Universitatea Paris-Sorbona (Paris IV), unde are oficial specialitățile numite „limbă și literaturi bosniace, croate, muntenegrene și sârbe (BCMS)”, admitea în 2001 noțiunea de limbă muntenegreană, precizând că aceasta ține numai de domeniul sociolingvisticii și că din punctul de vedere al lingvisticii optează pentru noțiunea de limbă sârbocroată, uzuală în slavistică.

## Oficializarea limbii muntenegrene
Acțiunea de standardizare a limbii începe încă din 1997, când apare prima ortografie, apoi prima gramatică.
În 2003 se înființează la Cetinje Institutul Limbii Muntenegrene și de Lingvistică, sub conducerea profesorului Vojislav Nikčević, cu statut de organizație non-guvernamentală, dar sprijinită financiar de Ministerul Culturii.
În 2004, guvernul modifică planul cadru din învățământ, folosind termenul „limba maternă (sârbă, muntenegreană, croată, bosniacă)” în loc de „limba sârbă”.
În 2005 se ține la Podgorica un simpozion internațional pe tema standardizării limbii.
În 2007, după referendumul pentru independență și proclamarea acesteia, noua constituție precizează statutul oficial al limbii muntenegrene.
În 2008, Ministerul Învățământului și Științei anunță că din anul 2009, manualele școlare vor fi editate în limba muntenegreană.
În iulie 2009 apare documentul care fixează și oficializează ortografia (vezi Surse bibliografice).
În august 2010, guvernul aprobă gramatica oficială a limbii muntenegrene, iar volumul care o cuprinde apare la 4 septembrie (vezi Surse bibliografice).
În aprilie 2016 apare volumul I al primului dicționar al limbii muntenegrene, editat de Academia Muntenegreană de Științe și Arte, care provoacă indignare. Pe de o parte, lingviști, autori ai primelor lucrări normative, cele ale ortografiei și gramaticii, de exemplu Adnan Čirgić, îl consideră neștiințific, pe de altă parte, bosniacii și albanezii muntenegreni, musulmani, găsesc în el elemente șovine, ofensatoare pentru ei, și 114 intelectuali muntenegreni mulsulmani și nemusulmani cer într-o scrisoare deschisă retragerea volumului.
La 8 decembrie 2017, denumirea „limbă muntenegreană” primește codul internațional pentru reprezentarea numelor de limbi [cnr], conform ISO 639-2.

## Particularități ale standardului limbii muntenegrene
Standardizarea limbii muntenegrene se face pe baza a două categorii de trăsături: pe de o parte, acele trăsături ale dialectului štokavian care sunt comune vorbitorilor de bosniacă, croată, sârbă și muntenegreană, pe de altă parte, trăsăturile comune graiurilor muntenegrene ale dialectului štokavian, clasificate în trei grupuri: de sud-est, de nord-vest și al celor din partea muntenegreană a Sandžakului. Standardul muntenegrean are nu numai trăsături comune cu toate celelalte trei standarde, ci și unele comune numai cu cel croat, și altele comune numai cu cel sârbesc.

### Fonetism și scriere
Standardul limbii muntenegrene conține majoritatea trăsăturilor fonologice din standardele celorlalte limbi din diasistem (vezi Limba croată și Limba sârbă). Pe lângă acestea normează pronunțarea (i)jekaviană, care este standard și în croată, precum și câteva trăsături proprii numai muntenegrenei.

#### Consoane
Este normată o palatalizare provocată de pronunțarea jekaviană. Aceasta produce două consoane specifice, rezultate din palatalizarea jekaviană a lui /s/ și /z/:
- [ɕ] (consoană fricativă alveolopalatală surdă), de exemplu în śever ['ɕever] (cf. croată sjever, sârbă sever) „nord”;
- [ʑ] (consoană fricativă alveolopalatală sonoră): iźelica ['iʑelit͡sa] (hr  izjelica, sr  izelica) „mâncăcios”.

Palatalizarea jekaviană privește și alte două consoane, producând consoane care există în celelalte standarde, dar nu produse de acest tip de palatalizare. Exemple:
- t > ć: poćernica (hr  potjernica, sr  poternica) „mandat de arestare”;
- d > đ: đevojka (hr  djevojka, sr  devojka) „fată”.

Sunt totuși admise ca dublete și variantele nepalatalizate ale acestor consoane, normate în standardul croatei.

#### Grupulije
Pronunțarea (i)jekaviană este în general comună standardelor muntenegrean și croat, dar cel muntenegrean normează grupul ije (pronunțat în două silabe) și în alte cuvinte decât cele în care este normat în croată. Exemple:
zasijedanje (hr  zasjedanje, sr  zasedanje) „ședință”;
kolosijek (hr  kolosjek, sr  kolosek) „linie ferată”.

#### Alte fenomene
Căderea consoanei /l/ la sfârșitul formei de nominativ singular a substantivelor masculine după /o/ este comună cu standardul sârbesc: so (sr  so, hr  sol) „sare”.
În unele graiuri, grupul vocalic ao, prezent, de exemplu, la sfârșitul formei de masculin singular a participiului activ al verbelor, se reduce la a, iar în alte graiuri la o: reka sam, respectiv reko sam vs. rekao sam „am spus”. Aceste fenomene sunt limitate teritorial și nu sunt normate.

#### Scriere
Limba muntenegreană se scrie cu alfabetul chirilic și cu cel latin, ceea ce se precizează și în constituția țării, existând tendința de a folosi mai mult alfabetul latin. Sunt aceleași alfabete pe care le folosesc limbile sârbă și croată (vezi Limba sârbă. Corespondența scriere–pronunțare), având în plus două litere pentru redarea celor două consoane specifice. În alfabetul latin, acestea sunt Ś și Ź, luate din scrierea limbii poloneze, care are de asemenea consoanele respective. În alfabetul chirilic, acestora le corespund Ć, respectiv З́. Admițându-se dubletele fără palatalizare jekaviană ale consoanelor respective, se admite și scrierea acestora cu sj (chirilic сj), respectiv zj (chirilic зj).
Ca în sârbă, numele proprii străine se transcriu de regulă fonetic și cu alfabetul latin, în afară de folosirea lor în traficul poștal. În unele cazuri, când se consideră necesar, de exemplu pe hărți, pot fi scrise împreună și fonetic, și ca în limba de origine, dacă aceasta folosește alfabetul latin sau pe cel chirilic.

### Gramatică
Morfologia și sintaxa limbii muntenegrene standard are doar câteva particularități față de standardele din restul diasistemului (vezi Limba sârbă. Gramatică).
Unele forme specifice decurg din frecvența mai mare în muntenegreană a grupului ije. Prin urmare, ca forme negative de indicativ prezent ale verbului biti „a fi” sunt normate numai formele cu ije: nijesam (hr  și sr  nisam) „(eu) nu sunt”.
De asemenea, forma de dativ-instrumental-locativ plural la toate genurile a adjectivelor, pronumelor și numeralelor în care apare grupul ije, este normată alături de cea, mai frecventă, în care acesta este înlocuit de i, ca în croată și în sârbă:
- dobri (masc.), dobra (neutru), dobre (fem.) „buni, bune”: dativ-instrumental-locativ dobrijem(a) sau dobrim(a);
- ti, ta, te „acei(a), acele(a)”: tijem(a) sau tim(a);
- prvi, prva, prve „primii, primele”: prvijem(a) sau prvim(a).

Sunt mai numeroase faptele de limbă specifice muntenegrenei în registrul de limbă familiar, de exemplu:
- forme neaccentuate ale pronumelor personale[44]:

- familiar ni vs. curent nam „ne” (dativ), fam. ne vs. nas „ne” (acuzativ);
- fam. vi vs. vam „vă” (dativ), ve vs. vas „vă” (acuzativ);

- folosirea infinitivului fără i final: Idem malo odmorit vs. Idem se malo odmoriti „Merg să mă odihnesc puțin”[45];
- omiterea frecventă a pronumelui reflexiv (exemplul precedent).

Unele trăsături ale registrului familiar se găsesc și în literatura beletristică actuală, dar nu și în registrul curent sau în limbajul administrativ și în cel publicistic. Astfel:
- În registrul familiar se folosește imperfectul, care în restul diasistemului este în general literar, cu o tentă arhaică: Jedni se igrahu, drugi razgovarahu… „Unii se jucau, alții discutau…”[46].
- În acest registru se folosește o formă verbală numită potencijal imperfekta „condiționalul imperfectului”, formată din verbul auxiliar htjeti (care are și forma šćeti) „a vrea” la imperfect și infinitivul verbului cu sens plin. Această formă corespunde exact cu condiționalul perfect din limba română. În schimb, în registrul curent se utilizează condiționalul, care are valoare temporală și de prezent și de perfect: Hoćah vam se javiti da sam imao vremena (familiar) vs. Javio bih vam se da sam imao vremena (curent) „V-aș fi dat semn de viață dacă aș fi avut timp”[47].

Unele conjuncții folosite în literatura muntenegreană veche s-au păstrat numai în registrul familiar de astăzi:
- ma vs. curent ali „dar”[48];
- a…, a vs. curent bilo…, bilo „fie că…, fie că”: A došli, a ne došli, isto im se piše „Fie că vin, fie că nu vin, soarta lor va fi aceeași”[49];
- e vs. curent da „că”: Ovo vi pišem da ne možete reći e nijeste znali „Vă scriu asta ca să nu puteți spune că n-ați știut”[50].

### Lexic
Lexicul muntenegrean nu diferă în esență de cel al diasistemului în general. Totuși sunt destul de multe cuvinte diferite.
Exemple de cuvinte de aceeași origine, dar cu formă diferită de cele din sârbă și croată:
| Muntenegreană | Sârbă  | Croată | Română   |
| ------------- | ------ | ------ | -------- |
| cklo          | staklo | staklo | sticlă   |
| đetić         | dečak  | dječak | băiat    |
| kostanj       | kesten | kesten | castan   |
| mrtac         | mrtvac | mrtvac | cadavru  |
| omraziti      | mrzeti | mrziti | a urî    |
| śutra         | sutra  | sutra  | mâine    |
| znaven        | poznat | poznat | cunoscut |

Exemple de cuvinte diferite, cu același sens în muntenegreană, sârbă și croată:
| Muntenegreană | Sârbă   | Croată  | Română           |
| ------------- | ------- | ------- | ---------------- |
| izvanjac      | stranac | stranac | străin (de țară) |
| glib          | blato   | blato   | noroi            |
| cukar         | šećer   | šećer   | zahăr            |
| oriz          | pirinač | riža    | orez             |
| razuriti      | srušiti | srušiti | a dărâma         |

Și forma în care se adaptează împrumuturile lexicale poate să difere în muntenegreană:
| Muntenegreană                    | Sârbă              | Croată             | Română          |
| -------------------------------- | ------------------ | ------------------ | --------------- |
| sufixul -tada: kvalitada         | -tet: kvalitet     | -teta: kvaliteta   | calitate        |
| sufixul -an: Austrijan           | -anac: Austrijanac | -anac: Austrijanac | austriac        |
| sufixul -dur(ica): štimadur(ica) | procenitelj(ica)   | procjenitelj(ica)  | prețuitor(oare) |

Ca și graiurile croate de pe coasta Adriaticii, muntenegreana are mai multe împrumuturi din limba italiană decât sârba. Exemple:
bastadur(ica) „cel/cea care s-a săturat de ceva” < basta;
durati „a dura” < durare;
kaseta „ladă” < cassetta;
kušin „pernă” < cuscino;
lencun „cearșaf” < lenzuolo;
medig „medic” < medico;
pjat „farfurie” < piatto;
skala „scară” < scala;
taulin „masă” < tavolino.